# Triarquia de Negrepont
La Triarquia de Negrepont va ser un estat croat establert a l'illa d'Eubea (en italià, Negroponte; en català medieval, Negrepont) arran de la partició de l'Imperi Romà d'Orient després de la Quarta Croada. Partida en tres baronies (terzieri, 'terços': Calcis, Carist i Òreos), era administrada per unes poques famílies llombardes interrelacionades; l'illa va romandre, ben aviat, sota la influència de la República de Venècia, i entorn del 1390 es va convertir en una colònia veneciana coneguda amb el nom de Regne de Negrepont (Regno di Negroponte).

## Llista dels dirigents de Negrepont
Nota: La seqüència dels governants durant el segle xiii, així com les relacions familiars entre ells, no han estat desentrallades del tot, ja que la informació sobre la història interna d'Euboea és gairebé inexistent, especialment durant el període 1216–1255. Segons les lleis de successió establertes a l'illa, la mateixa es dividia en terços i en sextets el 1216; a la mort d'un hexarca, era succeït per un altre hexarca del seu terç, enlloc dels seus antics hereus. La llista següent mostra els governants durant el segle xiii segons la reconstrucció feta per J.B. Bury.
- Jaume d'Avesnes (1204–1205)

### Triarquia de Calcis
| Família dalle Carceri/da Verona (Llombarda)                             | Família dalle Carceri/da Verona (Llombarda)                                      |
| ----------------------------------------------------------------------- | -------------------------------------------------------------------------------- |
| Giberto I da Verona (1205–1208)                                         |                                                                                  |
| Ravano dalle Carceri (1209–1216)                                        |                                                                                  |
| Guglielmo I da Verona (1217 – ca. 1263)                                 | Alberto da Verona (1217 – before 1230)                                           |
| Guglielmo I da Verona (1217 – ca. 1263)                                 | Guglielmo I da Verona (1217 – ca. 1263)                                          |
| Guillem II de Verona (ca. 1263–1273/1275)                               |                                                                                  |
| Giberto II da Verona (1275–1279)                                        |                                                                                  |
| Maria Navigajoso (1279–1328)                                            | Beatrice da Verona (1279 – after 1310) i el seu marit John de Noyers (1303–1326) |
| Pietro dalle Carceri (1328–1340)                                        |                                                                                  |
| Giovanni dalle Carceri (1340–1358)                                      |                                                                                  |
| Niccolò dalle Carceri (1358–1383)                                       |                                                                                  |
| Família Sommarippa (Sota Venècia)                                       |                                                                                  |
| Maria II Sanudo (1383 – ?), amb el seu marit Gaspare Sommaripa (1383–?) |                                                                                  |
| Crusino I Sommaripa (1430–1462)                                         |                                                                                  |
| Domenico Sommarippa (1462–1466)                                         |                                                                                  |
| Giovanni Sommarippa (1466–1468)                                         |                                                                                  |
| Crusino II Sommarippa (1468–1470)                                       |                                                                                  |
| Conquesta otomana (1470)                                                |                                                                                  |

### Triarquia de Carist
| Família dalle Carceri (Llombarda)                                            | Família dalle Carceri (Llombarda)               | Família dalle Carceri (Llombarda)               | Família dalle Carceri (Llombarda)                                                                          | Família dalle Carceri (Llombarda)                                                                          | Família dalle Carceri (Llombarda)                                                                          |
| ---------------------------------------------------------------------------- | ----------------------------------------------- | ----------------------------------------------- | --- | --- | --- |
| Ravano dalle Carceri (1205–1216)                                             |                                                 |                                                 | | | |
| Isabella dalle Carceri (1216 – ?)                                            | Isabella dalle Carceri (1216 – ?)               | Isabella dalle Carceri (1216 – ?)               | Berta dalle Carceri (1216 – ?)                                                                             | Berta dalle Carceri (1216 – ?)                                                                             | Berta dalle Carceri (1216 – ?)                                                                             |
| Grapella dalle Carceri (? – després del 1262)                                | Grapella dalle Carceri (? – després del 1262)   | Grapella dalle Carceri (? – després del 1262)   | Narzotto dalle Carceri (abans del 1255 – abans del 1270)                                                   | Narzotto dalle Carceri (abans del 1255 – abans del 1270)                                                   | Narzotto dalle Carceri (abans del 1255 – abans del 1270)                                                   |
| Gaetano da Verona                                                            | Gaetano da Verona                               | Gaetano da Verona                               | Marino II (Merinetto) dalle Carceri (abans de 1270–1278) sota la regència de la seva mare Felisa da Verona | Marino II (Merinetto) dalle Carceri (abans de 1270–1278) sota la regència de la seva mare Felisa da Verona | Marino II (Merinetto) dalle Carceri (abans de 1270–1278) sota la regència de la seva mare Felisa da Verona |
| Domini romà d'Orient (1276–1296)                                             |                                                 |                                                 | | | |
| Licario (1276 – ?)                                                           |                                                 |                                                 | | | |
| Família dalle Carceri/da Verona                                              |                                                 |                                                 | | | |
| Maria da Verona amb el seu marit Andrea Cornaro                              | Maria da Verona amb el seu marit Andrea Cornaro | Maria da Verona amb el seu marit Andrea Cornaro | Alice dalle Carceri amb el seu marit George I Ghisi                                                        | Alice dalle Carceri amb el seu marit George I Ghisi                                                        | Alice dalle Carceri amb el seu marit George I Ghisi                                                        |
| Peter dalle Carceri                                                          | Peter dalle Carceri                             | Peter dalle Carceri                             | Bartholomew II Ghisi                                                                                       | Bartholomew II Ghisi                                                                                       | Bartholomew II Ghisi                                                                                       |
| Domini català                                                                |                                                 |                                                 | | | |
| Marul·la de Verona (1317–1338) amb el seu marit Alfonso Fadrique (1317–1338) |                                                 |                                                 | | | |
| Boniface Fadrique (1338–1365)                                                |                                                 |                                                 | | | |
| Domini venecià directe (1365–1386)                                           |                                                 |                                                 | | | |
| Família Giustiniani (sota Venècia)                                           |                                                 |                                                 | | | |
| Michele Giustiniani (1386–1402)                                              | Michele Giustiniani (1386–1402)                 | Andrea Giustiniani (1386 – ?)                   | Andrea Giustiniani (1386 – ?)                                                                              | Giovanni Giustiniani (1386 – ?)                                                                            | Giovanni Giustiniani (1386 – ?)                                                                            |
| Michele Giustiniani (1386–1402)                                              | Michele Giustiniani (1386–1402)                 | Antonio Giustiniani (? – 1406)                  | | Giovanni Giustiniani (1386 – ?)                                                                            | Giovanni Giustiniani (1386 – ?)                                                                            |
|                                                                              |                                                 |                                                 | | | |
| Família Zorzi (sota Venècia)                                                 |                                                 |                                                 | | | |
| Nicolò Zorzi (1406–1436)                                                     |                                                 |                                                 | | | |
| Jacopo Zorzi (1436–1447)                                                     |                                                 |                                                 | | | |
| Antonio Zorzi (1447–1470)                                                    |                                                 |                                                 | | | |
| Conquesta otomana (1470)                                                     |                                                 |                                                 | | | |

### Triarquia d'Òreos
| Percoraro de’ Percorari da Mercannuovo (1205–1209) |                                             | | |
| Família dalle Carceri (Llombards)                  |                                             | | |
| Ravano dalle Carceri (1209–1216)                   |                                             | | |
| Rizzardo dalle Carceri (1216–1220)                 | Rizzardo dalle Carceri (1216–1220)          | Marino I dalle Carceri (1216 – abans del 1255)                                                              | Marino I dalle Carceri (1216 – abans del 1255)                                                              |
| Marino I dalle Carceri (1220 – abans del 1255)     |                                             | Marino I dalle Carceri (1216 – abans del 1255)                                                              | Marino I dalle Carceri (1216 – abans del 1255)                                                              |
| Carintana dalle Carceri (? – 1255)                 | Carintana dalle Carceri (? – 1255)          | Narzotto dalle Carceri (before 1255 – després del 1262)                                                     | Narzotto dalle Carceri (before 1255 – després del 1262)                                                     |
| Grapella dalle Carceri (1255 – after 1262)         |                                             | Narzotto dalle Carceri (before 1255 – després del 1262)                                                     | Narzotto dalle Carceri (before 1255 – després del 1262)                                                     |
| Grapozzo dalle Carceri (abans del 1270 – ?)        | Grapozzo dalle Carceri (abans del 1270 – ?) | Marino II (Merinetto) dalle Carceri (abans del 1270–1278) sota la regència de la seva mare Felisa da Verona | Marino II (Merinetto) dalle Carceri (abans del 1270–1278) sota la regència de la seva mare Felisa da Verona |
| Grapozzo dalle Carceri (abans del 1270 – ?)        | Grapozzo dalle Carceri (abans del 1270 – ?) | Alice dalle Carceri (? – 1296) amb el seu marit George I Ghisi (? – 1311)                                   | |
| Domini romà d'Orient (1275–1280)                   |                                             | | |
| Família Ghisi                                      |                                             | | |
| Peter dalle Carceri (Sobre el 1315)                | Peter dalle Carceri (Sobre el 1315)         | Bartholomew II Ghisi (1311–1341)                                                                            | Bartholomew II Ghisi (1311–1341)                                                                            |
| George II Ghisi (1341–1358)                        |                                             | | |
| Bartholomew III Ghisi (1358–1384)                  |                                             | | |
| George III Ghisi (1384–1390)                       |                                             | | |
| Família d'Aulnay/de Noë (sota Venècia) (1385–1470) |                                             | | |
| Januli I de Noë (1385–1394)                        |                                             | | |
| Nicolo de Noë (1394 – abans del 1426)              |                                             | | |
| Januli II de Noë (abans del 1426–1434)             |                                             | | |
| Gioffredo de Noë (1434–1446)                       |                                             | | |
| Januli III de Noë (1446–1470)                      |                                             | | |
| Conquesta otomana (1470)                           |                                             | | |